# Bielinek rukiewnik
Bielinek rukiewnik, białawiec rukiewnik (Pontia edusa) – gatunek motyla dziennego z rodziny bielinkowatych (Pieridae).

## Wygląd
Rozpiętość skrzydeł 3,5–4,3 cm. Typowy przedstawiciel bielinkowatych z wypukłymi żyłkami. Na przednim skrzydle plama wierzchołkowa czarna z białymi plamkami. Wierzch tylnego skrzydła biały z szarobrunatnymi plamami, spód – z czarnozielonymi plamami.

## Środowisko występowania
Suche łąki, nieużytki, tereny ruderalne. 

## Rośliny żywicielskie gąsienic
- rezeda żółta Reseda lutea L.
- stulisz Sisymbrium spp.
- smagliczka Alyssum spp.
- gęsiówka Arabis spp.
- gorczyca Sinapis spp.
- tobołki Thlaspi spp.

## Rozmieszczenie[1]
Występuje w Europie środkowej i wschodniej. Gatunku Pontia edusa nie można na podstawie cech morfologicznych odróżnić od bliźniaczego Pontia daplidice. Z przeprowadzonych badań wynika jednak że P. edusa zasiedla Europę środkowo-wschodnią, zaś P. daplidice  Europę południowo-zachodnią. Granice zasięgów obu gatunków stykają się na obszarze wschodniej Francji i zachodnich Niemiec.

## Okres lotu
Zwykle w ciągu roku pojawiają się 2 pokolenia. Pierwsze pokolenie pojawia się od końca kwietnia do początku czerwca, drugie od początku lipca do połowy sierpnia. Niekiedy pojawia się trzecie pokolenie na przełomie września i października.